# Liste der Verteidigungsminister von Gambia
Die Liste der Verteidigungsminister von Gambia listet die Verteidigungsminister des westafrikanischen Staates Gambia von 2019 bis heute auf.
Die offizielle Bezeichnung des Amtes lautet ab August 2019 englisch Minister of Defence. Dieses Amt in Führung eines Ministers wurde in Rahmen einer kleinen Kabinettsumbildung am 22. August 2019 geschaffen. Zuvor unter dem Präsidenten Yahya Jammeh war die Verantwortung des Verteidigungsministerium beim Präsidenten. Er hatte den Titel Präsident und Oberbefehlshaber der Streitkräfte (englisch President of the Republic of the Gambia and Commander in Chief of the Armed Forces). Präsident Adama Barrow hat das nach dem Regierungswechsel 2017 so übernommen.
| Regierungschef                      | Amtszeit                          | Amtsinhaber                       | Partei- zugehörigkeit             | Anmerkung                         |
| Republik Gambia (Zweite Republik)   | Republik Gambia (Zweite Republik) | Republik Gambia (Zweite Republik) | Republik Gambia (Zweite Republik) | Republik Gambia (Zweite Republik) |
| ----------------------------------- | --------------------------------- | --------------------------------- | --------------------------------- | --------------------------------- |
| Staatspräsident Yahya Jammeh (APRC) | 1997 bis 2017                     | Yahya Jammeh (* 1965)             | APRC                              |                                   |
| Republik Gambia (Dritte Republik)   |                                   |                                   |                                   |                                   |
| Staatspräsident Adama Barrow (UDP)  | 2017 bis 2019                     | Adama Barrow (* 1965)             | UDP                               |                                   |
| Staatspräsident Adama Barrow (UDP)  | 2019 bis 2022                     | Sheikh Omar Fye (* 1960)          |                                   |                                   |
| Staatspräsident Adama Barrow (UDP)  | 2022 bis 2025                     | Serign Modou Njie (* 1970)        |                                   |                                   |
| Staatspräsident Adama Barrow (UDP)  | ab 2025                           | Muhammed B. S. Jallow (* 1960)    |                                   | aufsichtsführend                  |